# Bəylər
Bəylər è un comune dell'Azerbaigian situato nel distretto di Saatlı. 